# Sò lửa
Sò lửa (Danh pháp khoa học: Limaria hians) là một loài thuộc các loại sò nước ngọt. Đây là loài bản địa của Thái Bình Dương

## Đặc điểm
Đây là loài sò hiếm gặp, có chiều dài cơ thể khoảng 4 cm. Trên cơ thể nó có nhiều xúc tu màu cam óng ánh thò ra ngoài từ giữa 2 mảnh vỏ nhưng các xúc tu của nó không thể thu hết vào hai mảnh vỏ để bảo vệ . Không chỉ có bề ngoài cơ thể đẹp quyến rũ, hình thức sò lửa sống tập trung cứ như một rạn san hô nên cung cấp môi trường sống an toàn và hiệu quả cho các loài khác. Hiện nay quần thể sò lửa được cho là lớn nhất thế giới tại vùng biển phía tây của Scotland, có ít nhất 100 triệu con và chúng đang sống trong phạm vi khoảng 7,5km2 tại khu vực đáy biển Loch Alsh, Scotland.